# Anoba tessellata
Anoba tessellata là một loài bướm đêm trong họ Erebidae.